# Rachel Maddow
Rachel Anne Maddow (Castro Valley, 1º aprile 1973) è una conduttrice televisiva statunitense.
Conduce The Rachel Maddow Show, uno spettacolo televisivo serale su MSNBC e funge da conduttrice di eventi speciali della rete via cavo insieme a Brian Williams. Il suo programma radiofonico di talk con lo stesso nome è andato in onda su Air America Radio dal 2005 al 2010.
Maddow ha conseguito una laurea in politica pubblica alla Stanford University e un dottorato in scienze politiche presso la Oxford University ed è la prima conduttrice dichiaratamente lesbica ad ospitare un importante programma in prima serata di notizie negli Stati Uniti. Si dichiara una liberale e concorde con la linea politica del partito repubblicano di Eisenhower.

## Biografia

### Formazione
Maddow è nata nella Castro Valley, in California. Suo padre Robert B. Maddow, è un ex capitano dell'Aeronautica degli Stati Uniti che aveva rassegnato le dimissioni l'anno prima della sua nascita e poi aveva lavorato come avvocato per l'East Bay Municipal Utility District. Sua madre Elaine (nata Gosse) era un'amministratrice del programma scolastico. Ha un fratello maggiore di nome David. Suo nonno paterno proveniva da una famiglia di ebrei ashkenaziti dell'Europa orientale, mentre sua nonna paterna era di origine olandese.
Maddow ha affermato di essere cresciuta in una famiglia cattolica molto conservatrice. Al liceo era una distinta atleta nella pallavolo, nel basket e nel nuoto. Ha frequentato la Stanford University dove, mentre era una matricola fu dichiarata lesbica dal giornale del college che aveva pubblicato un'intervista con lei prima che potesse dirlo ai suoi genitori.
Si è laureata in politica pubblica a Stanford nel 1994. Ha ricevuto una Rhodes Scholarship e ha iniziato gli studi post laurea nel 1995 al Lincoln College di Oxford. Aveva ricevuto anche una borsa di studio Marshall lo stesso anno, ma la rifiutò a favore della Rhodes. Nel 2001 ha conseguito un dottorato in filosofia presso l'Università di Oxford con una tesi intitolata HIV / AIDS e Riforma sanitaria nelle carceri britanniche e americane.

### Radio
Maddow divenne conduttrice radiofonica nel 1999 per la WRNX a Holyoke, nel Massachusetts. In seguito si è unita alla nuova Air America, conducendo Unfiltered insieme a Chuck D e Lizz Winstead (co-creatrice di The Daily Show) fino alla sua cancellazione nel marzo 2005. In seguito ha iniziato a condurre il programma radiofonico The Rachel Maddow Show.

#### Podcast
Nell'ottobre 2018 Maddow ha lanciato il podcast Bag Man, prodotto con MSNBC e incentrato sullo scandalo politico del 1973 che circonda il vicepresidente Spiro Agnew.

### Televisione
A partire dalle elezioni del novembre 2006 è stata ospite di Paula Zahn Now alla CNN ed è stata anche corrispondente per The Advocate Newsmagazine, un newsmagazine a tema LGBT derivante da notizie pubblicate da The Advocate. Nel gennaio 2008 Maddow è diventata un'analista politica di MSNBC ed è stata frequente collaboratrice di Countdown with Keith Olbermann.
Nel 2008 Maddow è stata ospite sostitutiva di Countdown with Keith Olbermann, la sua prima volta a ospitare un programma su MSNBC.

#### The Rachel Maddow Show
Nell'agosto 2008 MSNBC annunciò che The Rachel Maddow Show avrebbe sostituito Verdict con Dan Abrams. Dopo il suo debutto lo spettacolo superò Countdown per essere il programma più votato su MSNBC in diverse occasioni. Questo spettacolo ha reso Maddow la prima persona dichiarata gay o lesbica in un programma di notizie in prima serata negli Stati Uniti.
Della sua relazione collegiale con Roger Ailes di Fox News, da cui cercava consigli tecnici, Maddow disse che non voleva parlarne dichiarando: Non voglio che nessun altro lo faccia. È stata una cosa carina che ha fatto per me, ed è stata preziosa per me, mi ha aiutato a ottenere un vantaggio sui miei concorrenti.
A metà maggio 2017, tra le molteplici controversie relative all'amministrazione Trump, MSNBC superò CNN e Fox News nelle classifiche delle notizie. Fu definita la conduttrice più vincente d'America" che "ha tagliato il caos dell'amministrazione Trump ed è diventata il nome più fidato nelle notizie". Maddow ha sostenuto che questi problemi sono gli scandali più gravi che un presidente abbia mai affrontato.
Il 10 settembre 2019 la One America News Network ha intentato causa presso il tribunale federale di San Diego contro Maddow per 10 milioni di dollari, dopo che Maddow aveva descritto la rete come "propaganda finanziata dai russi" nel suo programma il 22 luglio. Maddow aveva raccontato una storia di The Daily Beast riguardante un dipendente dell'OAN che lavorava anche per Sputnik News e che era stato accusato di aver deliberatamente diffuso disinformazione. Nella causa sono stati citati anche Comcast, MSNBC e NBCUniversal Media.

### Carriera da giornalista e saggista
Maddow ha scritto Drift: The Unmooring of American Military Power (2012) sul ruolo dei militari nella politica americana del dopoguerra. Nel dicembre 2013 il Washington Post annunciò che Maddow avrebbe contribuito con un articolo al mese per un periodo di sei mesi.
Il secondo libro di Maddow Blowout: Corrupted Democracy, Rogue State Russia e The Richest, Most Destructive Industry on Earth è stato pubblicato nell'ottobre 2019.

### Visioni politiche
Maddow si oppose all'invasione del 2003 in Iraq. Nel febbraio 2013 aveva dichiarato: 
 Diciamo che il Vietnam ha cambiato per sempre la nostra politica. Ma meno di 40 anni dopo, ancora una volta, assistiamo ad una campagna diretta ai massimi livelli di governo per convincerci ad accettare una guerra basata su qualcosa che non è accaduto. In tre settimane, la CIA mette insieme ciò che normalmente richiede mesi. Viene consegnato appena sette giorni prima del voto del Congresso... Entro la fine del 2002 l'esercito americano è diretto nel Golfo. Il palcoscenico è pronto per la guerra. 
 Durante le elezioni presidenziali del 2008, Maddow non ha sostenuto formalmente alcun candidato.
Maddow ha ipotizzato che la presunta collusione Trump-Russia sia continuata oltre le elezioni presidenziali del 2016. Nel marzo 2017 ha accusato la Russia di aver divulgato da parte di WikiLeaks degli strumenti di hacking della CIA. Per quanto riguarda l'indagine Russiagate, Maddow ha dichiarato: Se la presidenza Trump è consapevolmente il prodotto di un'operazione di intelligence straniera, questa è una crisi nazionale a tutto campo.
Dopo l'omicidio dell'ottobre 2018 del giornalista saudita dissidente del Washington Post Jamal Khashoggi, Maddow ha sostenuto che i legami commerciali tra Donald Trump e l'Arabia Saudita stiano sollevando alcune problematiche domande.
Nel dicembre 2018 ha criticato la decisione del presidente Trump di ritirare le truppe statunitensi dalla Siria.

### Vita privata
Maddow vive tra Manhattan e Cummington con la sua compagna, l'artista Susan Mikula.

## Opere
- Rachel Maddow, Drift: The Unmooring of American Military Power, Crown, 2012, ISBN 978-0-307-46098-1.
- Rachel Maddow, Blowout: Corrupted Democracy, Rogue State Russia, and the Richest, Most Destructive Industry on Earth, Crown, 2019, ISBN 978-0-525-57547-4.
- Rachel Maddow, Prequel: An American Fight Against Fascism, Crown, 2023, ISBN 978-88-545-3015-7.